# Кватерник, Славко
Славко Кватерник (хорв. Slavko Kvaternik; 25 августа 1878, Моравице, Королевство Хорватия и Славония, Австро-Венгрия, — 13 июня 1947, Загреб, Хорватия, СФРЮ) — хорватский военный и политический деятель, министр вооружённых сил Независимого государства Хорватия в 1941—1943 годах.

## Биография

### Австро-Венгрия
Родился в Коморске-Моравице, в семье Людевита и Марии Кватерников. Имел брата Петара, участника Первой мировой войны и Гражданской войны в России на стороне УНР.
После окончания военной академии служил в австро-венгерской армии штабным офицером. Во время Первой мировой войны был адъютантом Светозара Бороевича фон Бойны. Награждён Железным крестом 1 класса. В 1918 году во время распада Австро-Венгрии примкнул к Народному вече словенцев, хорватов и сербов. В Меджумурье выступил против венгерских войск.
Был женат на Ольге Франк, дочери лидера Хорватской партии права Йосипа Франка.

### Королевство Югославия
Закончил войну в звании подполковника и был избран в Народное вече СХС, а затем назначен начальником Генерального штаба. В декабре 1918 года командовал хорватскими войсками, занявшими Меджимурье, которое до того контролировалось венгерскими властями. В 1921 году вышел в отставку в звании полковника.
После выхода в отставку занялся политической деятельностью, вступив в Хорватскую партию права, но вскоре примкнул к усташам. В октябре 1932 года был вызван Анте Павеличем в Брешиа для участия в совещании по вопросу формирования усташских военных подразделений. После убийства короля Александра был интернирован в Черногории. С 1936 года председатель общества «Хорватское дело», поддерживающего политику Владко Мачека.
В 1939 году стал одним из основателей и руководителей общества «Надежда», пропагандирующего в Хорватии идеи усташей. Вскоре начал формировать в югославской армии отдельные хорватские части. В начале апреля 1941 года установил контакты с немецким дипломатом Эдмундом Веезенмайером и вёл переговоры с представителями и руководством местных организаций Хорватской крестьянской партии.

### Независимое государство Хорватия

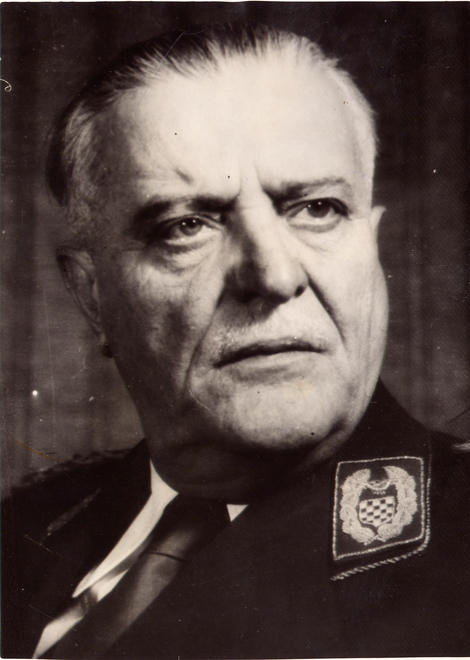
Маршал Славко Кватерник

10 апреля 1941 года, после отказа Владко Мачека возглавить марионеточное правительство Хорватии, при поддержке Веезенмайера объявил по радио о провозглашении Независимого государства Хорватия и де-факто стал главой гражданской администрации. 15 апреля был во главе делегации, торжественно встречающей Павелича на Загребском вокзале, и передал власть в его руки. Был назначен Павеличем своим заместителем, членом Главного усташского штаба, министром обороны, а также произведён в маршалы. Вместе с группой бывших офицеров австро-венгерской и югославской армий сформировал вооружённые силы НГХ, в то же время выступая в качестве посредника в постоянных конфликтах между усташами и армией.
Наряду с Младеном Лорковичем и Владимиром Кошаком был наиболее пронемецки настроен среди руководства усташей. В конце июля 1941 года совершил визит в Германию, где был принят Гитлером; также встречался с Риббентропом, Кейтелем и другими руководителями Третьего рейха. В конце августа 1941 года его жена покончила жизнь самоубийством, предположительно из-за своего еврейского происхождения и несогласия с политикой террора, которую проводили Кватерник и, особенно, их сын Евген, известный особой жестокостью.
За время, в которое Кватерник был одним из приближённых Павелича, в НГХ были убиты по разным оценкам от 197 000 до 800 000 человек, в основном стариков, женщин и детей, и почти 30000 евреев. Их имущество было разграблено усташами и поделено между их руководством, в которое входил и Кватерник. Части сербского населения удалось бежать в Сербию, а другая часть примкнула к партизанам. Массовое уничтожение сербов, евреев, цыган и хорватских антифашистов проводилось также в созданных по немецкому образцу концлагерях, среди которых выделялся Ясеновац.
В своей деятельности Кватерник не ограничивался борьбой с партизанами. Он направлял карательные экспедиции в Боснию и Герцеговину, Далмацию, Лику, Кордун, Банию и другие области, во время которых проводились убийства, аресты, грабежи и пытки мирного населения и сжигались целые деревни; организовывал отправку полков и дивизий для боёв с Красной Армией (в частности, 16 июля 1941 года провожал «добровольцев» из Вараждина и произнес напутственную речь); неоднократно выступал перед подразделениями усташей, подстрекая к убийствам мирного населения.
Кватерник является автором записки о необходимости учреждения Усташской надзорной службы и разработчиком положения о ней.
В сентябре 1942 года Павелич, завоевавший доверие немцев и пользовавшийся поддержкой одного из немецких представителей в НГХ Зигфрида Каше, желая укрепить свою власть, возложил на Кватерника вину за тяжёлое положение в хорватской армии. 5 октября 1942 года по требованию Павелича Кватерник выехал на отдых в Словакию. Вернувшись в Хорватию 22 декабря, 29 декабря Кватерник написал Павеличу заявление об отставке с поста министра обороны, которое было удовлетворено 4 января 1943 года. Переехал в Земмеринг, а оттуда в Бад-Гаштайн. Также был уволен и его сын Евген.
После капитуляции Италии вёл переговоры о сотрудничестве с Хорватской крестьянской партией, не увенчавшиеся успехом. 12 июля 1945 года был арестован американцами и помещён в тюрьму зальцбургского земельного суда. Оттуда переведён в гмунденскую следственную тюрьму, а затем в лагерь для военнопленных в Эльсбетене. 9 сентября 1946 года был передан югославским властям, 7 июня 1947 года приговорен к смертной казни и расстрелян в Загребе 13 июня 1947 года.